# Scottsburg (Indiana)
Pour les articles homonymes, voir Scottsburg.
La ville de Scottsburg est le siège du comté de Scott, dans l’État de l’Indiana, aux États-Unis. Sa population s’élevait à 6 747 habitants lors du recensement de 2010, estimée à 6 737 habitants en 2017.

## Démographie
| Groupe            | Scottsburg | Indiana | États-Unis |
| ----------------- | ---------- | ------- | ---------- |
| Blancs            | 97,2       | 84,3    | 72,4       |
| Asiatiques        | 0,9        | 1,6     | 4,8        |
| Autres            | 0,8        | 2,7     | 6,4        |
| Métis             | 0,6        | 2,0     | 2,9        |
| Afro-Américains   | 0,3        | 9,1     | 12,6       |
| Amérindiens       | 0,2        | 0,3     | 0,9        |
| Total             | 100        | 100     | 100        |
|                   |            |         |            |
| Latino-Américains | 1,8        | 6,0     | 16,7       |

Selon l’American Community Survey, pour la période 2011-2015, 94,57 % de la population âgée de plus de 5 ans déclare parler anglais à la maison, alors que 5,03 % déclare parler l'espagnol et 0,40 % une autre langue.